# Никола Гайгуров
Никола Стоянов Гайгуров е български инженер.

## Биография
Роден е на 27 декември 1897 г. в Мелник. Негов баща е просветният и църковен деец Стоян Гайгуров. Първоначалното си образование получава в родния си град, а гимназиално – в Кюстендил. През 1917 г. започва работа в телеграфопощенската станция в Мелник. През 1921 г. заминава нелегално за СССР заедно с връщащите се след Първата световна война руски военнопленници. От 1921 до 1926 г. работи като телеграфист по железниците в Одеса. От 1926 до 1928 г. учи в Средно електро-радиотехническо училище и две години работи като електро-радиотехник в Одеса. През 1933 г. завършва Одеския радио-електротехнически институт и става инженер, като работи в градовете Симферопол, Фрунзе и Новосибирск. След завземането на Симферопол от германските войски в края на 1941 г. жената и 6-годишната им дъщеря са убити, а той е откаран в Германия. В околностите на Бремен-Хемелинген работи при много тежки условия в парна тухларна. През октомври 1942 г. бяга от лагера и намира убежище при българи в Берлин. Те го устройват на работа във вагоноремонтен завод. През април 1943 г. успява да се завърне в България. След 9 септември 1944 г. работи в телеграфо-пощенската станция в Горна Джумая. От ноември 1945 г. става технически директор на Съюза на водните синдикати „Македония“ – Свети Врач, след което до пенсионирането си работи като технически ръководител в Енергообединение – сектор Сандански. Умира през 2001 г. в Благоевград.
Негови лични документи се съхраняват във фонд 355К в Държавен архив – Благоевград.